# Negacija
Negácija (tudi zaníkanje) je v matematični logiki enočlena logična operacija med izjavami. Znak za negacijo je ¬ (beri:  ne). Negacija izjave A je  izjava ¬A, ki je pravilna, samo če je izjava A napačna in obratno.

## Pravilnostna razpredelnica
| A | ¬A |
| - | -- |
| p | n  |
| n | p  |

Opomba: p – pravilno, n – nepravilno